# Epidonta insigniata
Epidonta insigniata is een vlinder uit de familie tandvlinders (Notodontidae). De wetenschappelijke naam van deze soort is voor het eerst geldig gepubliceerd in 1932 door Gaede.
De soort komt voor in tropisch Afrika.